# 霊亀
霊亀（れいき、旧字体：靈龜）は、日本の元号のひとつ。和銅の後、養老の前。715年から717年までの期間を指す。この時代の天皇は元正天皇。

## 改元
- 和銅8年9月2日（ユリウス暦715年10月3日）：瑞亀献上により霊亀に改元。
- 霊亀3年11月17日（ユリウス暦717年12月24日）：養老に改元。

## 由来
元正天皇即位の際に左京職から瑞亀が献上されたことによる。
また、『爾雅』巻10・釈魚に「一曰神亀、二曰霊亀、…」とある。

## 霊亀年間の出来事
- 元年（715年）
  - 9月2日 - 元明天皇が退位し元正天皇即位。
  - 里を郷に改める。郷を2・3の里に分ける。
- 2年（716年）
  - 和泉監を新設する。第八次遣唐使派遣する。
    - 阿倍仲麻呂・吉備真備・僧玄昉ら留学する。

### 死去
- 2年
  - 8月11日 - 志貴皇子（天智天皇の第七皇子。第六皇子の白壁王は光仁天皇となり、その子孫が現在の皇室につながっている。）

## 西暦との対照表
※は小の月を示す。
| 霊亀元年（乙卯） | 一月※    | 二月※ | 三月  | 四月※ | 五月  | 六月※ | 七月 | 八月※ | 九月 | 十月  | 十一月  | 十二月※   |          |
| ---------------- | -------- | ----- | ----- | ----- | ----- | ----- | ---- | ----- | ---- | ----- | ------- | --------- | -------- |
| ユリウス暦       | 715/2/9  | 3/10  | 4/8   | 5/8   | 6/6   | 7/6   | 8/4  | 9/3   | 10/2 | 11/1  | 12/1    | 12/31     |          |
| 霊亀二年（丙辰） | 一月     | 二月※ | 三月※ | 四月  | 五月※ | 六月※ | 七月 | 八月※ | 九月 | 十月  | 十一月  | 閏十一月※ | 十二月   |
| ユリウス暦       | 716/1/29 | 2/28  | 3/28  | 4/26  | 5/26  | 6/24  | 7/23 | 8/22  | 9/20 | 10/20 | 11/19   | 12/19     | 717/1/17 |
| 霊亀三年（丁巳） | 一月     | 二月※ | 三月※ | 四月  | 五月※ | 六月※ | 七月 | 八月※ | 九月 | 十月  | 十一月※ | 十二月    |          |
| ユリウス暦       | 717/2/16 | 3/18  | 4/16  | 5/15  | 6/14  | 7/13  | 8/11 | 9/10  | 10/9 | 11/8  | 12/8    | 718/1/6   |          |